# سيدني غراهام
سيدني غراهام (بالإنجليزية: Sidney Graham)‏ هو رياضياتي أمريكي، ولد في 29 أغسطس 1950 في أوكلاهوما في الولايات المتحدة.